# دیر فول
دیر فول یک منطقهٔ مسکونی در سوریه است که در شهرستان الرستن واقع شده‌است.

## خصوصیات
دیر فول ۱٬۶۱۴ نفر جمعیت دارد.